# Lijst van rijksmonumenten in Surhuisterveen
De plaats Surhuisterveen (Surhústerfean) telt 15 inschrijvingen in het rijksmonumentenregister. Hieronder een overzicht. 
| Object                               | Oorspronkelijke functie?  | Bouwjaar                            | Architect      | Locatie               | Coördinaten?                  | Nr.?   | Afbeelding                           |
| ------------------------------------ | ------------------------- | ----------------------------------- | -------------- | --------------------- | ----------------------------- | ------ | ------------------------------------ |
| Doopsgezinde kerk                    | Kerk en kerkonderdeel     | 1801                                |                | Gedempte Vaart 23     | 53° 10' 48" NB, 6° 9' 36" OL  | 7049   | Meer afbeeldingen                    |
| Dorpskerk (Hervormde kerk)           | Kerk en kerkonderdeel     | 1685                                |                | Gedempte Vaart 8      | 53° 10' 54" NB, 6° 9' 44" OL  | 7050   | Meer afbeeldingen                    |
| Woonhuis in Interbellumstijl         | Woonhuis                  | 1935 1972 (verb.)                   | K. Kuipers     | Groningerstraat 74    | 53° 10' 46" NB, 6° 10' 22" OL | 501951 | Woonhuis in Interbellumstijl         |
| Woonhuis in Interbellumstijl         | Woonhuis                  | 1935                                | K. Kuipers     | Groningerstraat 76    | 53° 10' 46" NB, 6° 10' 23" OL | 501961 | Woonhuis in Interbellumstijl         |
| Woonhuis in Interbellumstijl         | Woonhuis                  | 1935                                | K. Kuipers     | Groningerstraat 78    | 53° 10' 46" NB, 6° 10' 23" OL | 501971 | Woonhuis in Interbellumstijl         |
| Woonhuis in Interbellumstijl         | Woonhuis                  | 1935                                | K. Kuipers     | Groningerstraat 80    | 53° 10' 46" NB, 6° 10' 24" OL | 501979 | Woonhuis in Interbellumstijl         |
| Woonhuis in Interbellumstijl         | Woonhuis                  | 1935                                | K. Kuipers     | Groningerstraat 82    | 53° 10' 46" NB, 6° 10' 24" OL | 501989 | Woonhuis in Interbellumstijl         |
| Woonhuis in Interbellumstijl         | Woonhuis                  | 1935                                | K. Kuipers     | Groningerstraat 84    | 53° 10' 45" NB, 6° 10' 24" OL | 501999 | Woonhuis in Interbellumstijl         |
| Woonhuis in Interbellumstijl         | Woonhuis                  | 1935                                | K. Kuipers     | Groningerstraat 86    | 53° 10' 45" NB, 6° 10' 24" OL | 502009 | Woonhuis in Interbellumstijl         |
| Woonhuis in Interbellumstijl         | Woonhuis                  | 1935                                | K. Kuipers     | Groningerstraat 88    | 53° 10' 45" NB, 6° 10' 25" OL | 502019 | Woonhuis in Interbellumstijl         |
| Algemene begraafplaats, lijkenhuisje | Begraafplaats en -onderdl | 1908                                | A. Velding     | Vierhuisterweg 32     | 53° 11' 7" NB, 6° 9' 35" OL   | 502028 | Meer afbeeldingen                    |
| Algemene begraafplaats, toegangshek  | Erfscheiding              | 1908                                | A. Velding     | bij Vierhuisterweg 32 | 53° 11' 7" NB, 6° 9' 32" OL   | 502034 | Meer afbeeldingen                    |
| Doopsgezinde pastorie en consistorie | Kerkelijke dienstwoning   | 1865 1957 (uitbr.)                  | D. Duursma     | Gedempte Vaart 25-27  | 53° 10' 47" NB, 6° 9' 35" OL  | 502209 | Doopsgezinde pastorie en consistorie |
| Klokkentoren                         | Kerk en kerkonderdeel     | 1934                                | G.M. van Manen | Torenplein 1a         | 53° 10' 53" NB, 6° 9' 48" OL  | 502218 | Meer afbeeldingen                    |
| Koartwâld (Feanstermoune)            | Industrie- en poldermolen | 1864 1905 (herst.) 1990-'95 (rest.) |                | Koartwâld 6           | 53° 11' 3" NB, 6° 10' 60" OL  | 511200 | Meer afbeeldingen                    |